# Xeyes
xeyes es una aplicación gráfica que muestra dos ojos que siguen con la mirada el movimiento del cursor por la pantalla. Tal como explica la página del manual de Unix de X Window System, fue escrito en un principio por Jeremy Huxtable para el sistema NeWS y se presentó en la conferencia SIGGRAPH de 1988. Keith Packard lo portó a X11. Su popularidad proviene del hecho de que se ejecutase por defecto durante el inicio del GUI de muchas instalaciones.
Muchos programas similares se han desarrollado para otros sistemas como Windows y Java.